# TRY (井上純一のアルバム)
『TRY』は、1979年10月1日に発売された、井上純一のデビュー・アルバムである。

## 概要
ジャニーズ事務所在籍時、最初で最後のオリジナル・アルバム。2022年3月時で未CD 化。

## 収録曲
全編曲:大谷和夫

### SIDE A
1. 見失いかけた愛〜クライング・イン・ザ・レイン〜
作詞:Steve Coe
日本語詞:山川啓介
作曲:Bob Mitchell
2. ロンリー・ハート・クラブ
作詞:山川啓介
作曲:芳野藤丸
3. ジャマイカ ～青春茶館～
作詞:小林和子
作曲:浜田金吾
4. 夕映えの街で
作詞:山川啓介
作曲:芳野藤丸
5. 気ままな風の季節
作詞:門谷憲二
作曲:鈴木キサブロー

### SIDE B
1. 表参道レイニー・サンセット
作詞:東海林良
作曲:木村昇
2. 想い出の中で
作詞・作曲:井上純一
3. 忘れな草が忘れても
作詞:門谷憲二
作曲:鈴木キサブロー
4. 心細い朝
作詞:東海林良
作曲:木森敏之
5. 風に抱かれて
作詞:喜多篠忠
作曲:芳野藤丸